# Wittring
Wittring – miejscowość i gmina we Francji, w regionie Grand Est, w departamencie Mozela.
Według danych na rok 1990 gminę zamieszkiwało 840 osób, a gęstość zaludnienia wynosiła 104 osób/km² (wśród 2335 gmin Lotaryngii Wittring plasuje się na 418. miejscu pod względem liczby ludności, natomiast pod względem powierzchni na miejscu 742.).